# Eugène de Mirecourt
Eugène de Mirecourt, ursprungligen Jacquot, född 1812 i Mirecourt (departementet Vosges), död 1880 på Haiti, var en fransk skriftställare. 
Hans pamflett Maison Alexandre Dumas et compagnie, fabrique de romans (1845) avslöjade Alexandre Dumas den äldres industri inom romanskrivningen och gav anledning till en process. Många dylika ådrog han sig genom Contemporains (100 häften, 1854–59), fulla av skandalösa antydningar och avslöjanden. Mirecourts industri blev i sin ordning uppdagad av Mazerolle i Confession d'un biographe (1857). Mirecourt skrev vidare romanerna Les confessions de Marion Delorme (1848) och Mémoires de Ninon de Lenclos (1854, 2:a upplagan 1874; svensk översättning "Ninon de Lenclos' bekännelser", 1865), La bourse, ses abus et ses mystères (1858), La queue de Voltaire (1864) med mera. Han lät sedan prästviga sig och for som missionär till Haïti.